# Güzel İstanbul
Güzel İstanbul, traduzido literalmente como "Bela Istambul", é uma escultura pública em concreto, representando uma figura feminina nua, criada pelo artista Gürdal Duyar e situada no parque Yıldız, em Istambul, Turquia.
Encomendada em 1973, a escultura constitui uma das vinte peças instaladas em Istambul como parte de uma iniciativa da prefeitura para celebrar o 50.º aniversário da Turquia. A obra simboliza a cidade por meio da representação de uma figura feminina nua, e seu pedestal foi adornado com elementos figurativos que aludem à história local.
Inicialmente situada na praça Karaköy, a escultura gerou controvérsia entre setores da mídia turca e políticos conservadores, que a consideraram obscena e exigiram sua remoção. Em março de 1974, o debate em torno da obra causou tensão na coalizão governante da Turquia. Após nove dias de intensas discussões públicas, a escultura Güzel İstanbul foi retirada de seu pedestal e derrubada no dia 18 de março. A obra sofreu danos significativos e permaneceu abandonada na praça Karaköy por mais de um mês. Em 2 de maio, foi transferida para o parque Yıldız, onde foi reinstalada em um pedestal improvisado. Até 2023, a escultura permanece no parque, sem ter passado por qualquer restauração para recuperar sua condição original.

## Encomenda
Em 1972, o gabinete do governador de Istambul constituiu uma comissão para a celebração do 50.º Aniversário da República da Turquia, a ser comemorado no ano seguinte. Uma iniciativa conjunta da Prefeitura Metropolitana, da Universidade de Belas Artes Mimar Sinan e do Colégio Estadual de Artes Plásticas e Aplicadas resultou na formação do comitê de belas artes da comissão, composto por Şadi Çalık, Mustafa Aslıer e Hüseyin Gezer. Este comitê encomendou cinquenta esculturas para marcar a celebração, as quais seriam criadas por cinquenta artistas e instaladas em diversos espaços públicos da cidade, incluindo parques e praças.
Devido à insuficiência de recursos financeiros adequados, o número de esculturas foi reduzido para vinte, e a comissão estabeleceu critérios mais rigorosos para a seleção, eliminando trinta artistas. Os requisitos incluíam residência em Istambul e a obtenção de um prêmio estatal ou a posse de uma reputação consolidada no campo das artes. Entre os artistas selecionados, além de Gürdal Duyar, destacavam-se Kuzgun Acar, Tamer Başoğlu, Zerrin Bölükbaşı, Ali Teoman Germaner, Yavuz Görey, Zühtü Müritoğlu, Füsun Onur, Kamil Sonad, Nusret Suman e Seyhun Topuz.
O comitê não estabeleceu diretrizes estilísticas ou temáticas, buscando promover a diversidade e sugerindo que cada artista apresentasse uma obra em seu próprio estilo, refletindo a variedade da escultura turca contemporânea. Os artistas foram informados de que a localização de suas obras não seria previamente definida, sendo que as esculturas seriam instaladas em parques, praças ou margens de estradas. Os projetos deveriam ser submetidos ao Museu Estadual de Arte e Escultura até o dia 20 de agosto de 1973.
Gürdal Duyar apresentou os esboços de sua proposta, uma figura nua intitulada Güzel İstanbul, a qual foi aprovada em uma reunião da comissão, com a participação de representantes provinciais e municipais. Sua escultura foi selecionada para ser instalada na praça Karaköy, e nem o design nem a nudez da obra suscitaram controvérsia durante o processo de aprovação. Durante esse período, a obra também foi referida alternativamente como Ah Güzel İstanbul.

## Design
O conceito de Gürdal Duyar consistia em criar uma alegoria de Istambul por meio da representação de uma figura feminina nua, cujos braços estariam aprisionados por correntes, aludindo à corrente defensiva erguida pelo Império Bizantino para bloquear o Corno de Ouro contra a frota otomana em 1453. A figura da mulher tentando romper essas correntes pretendia simbolizar a conquista de Constantinopla pelos otomanos, que posteriormente renomearam a cidade como Istambul. Duyar afirmou que identificava Istambul, sua cidade natal, com a beleza natural do corpo feminino.
No design final de Duyar, a figura feminina inclina-se levemente para trás, com os braços entrelaçados atrás do corpo, enquanto a cabeça se ergue em direção ao céu. As mãos estão acorrentadas, embora a corrente não seja visível na frontalidade da obra. A parte superior da escultura repousa sobre um pedestal adornado com relevos que retratam romãs, figos, madressilva e uma abelha. De acordo com Duyar, as romãs no relevo representam as diversas lendas de Istambul; os figos, sua divindade; a madressilva, a atmosfera da cidade; e a abelha simboliza sua densidade populacional, dinamismo e abundância.
Além de seu simbolismo histórico e político, a obra de Duyar foi também interpretada como uma representação universal da emancipação feminina. Quando instalada pela primeira vez, a escultura possuía 4,8 metros de altura e foi moldada com 7 mil quilos de concreto.

## Instalação e remoção
Em 10 de março de 1974, a escultura Güzel İstanbul foi erguida na praça Karaköy, um local aberto e movimentado, situado próximo à extremidade norte da ponte de Gálata, em Istambul. A obra atraiu considerável atenção, desencadeando uma campanha contra sua presença no espaço público. Ahu Antmen atribuiu essa reação à localização da escultura em um ambiente amplamente frequentado, enquanto Onat Kutlar indicou que o motivo se encontrava na sensualidade ou no realismo característico das obras de Duyar, incluindo Güzel İstanbul.

### Controvérsia
Outras esculturas de figuras nuas já haviam sido instaladas em espaços públicos de Istambul anteriormente, e, na época, diversas obras desse tipo estavam em exibição no Museu Estatal de Arte e Escultura de Istambul, sem que fossem consideradas indecentes ou alvo de questionamentos. Sugere-se que as autoridades responsáveis pela encomenda da obra de Duyar não previram que a nudez da escultura geraria controvérsia. Contudo, a instalação de Güzel İstanbul foi imediatamente recebida com críticas e pedidos de remoção por parte de políticos, que a consideravam indecente. Entre esses críticos, destacavam-se membros do Partido da Salvação Nacional (MSP), conservadores tradicionais que integravam o recém-formado governo de coalizão. A controvérsia resultante, amplamente divulgada pela mídia e por figuras políticas proeminentes, ficou conhecida como o "Caso Güzel İstanbul".
Uma campanha contra Güzel İstanbul foi promovida pela imprensa, que, ao longo de dez dias, caracterizou a obra como indecente e erótica. Em 21 de março de 1974, o jornal Sabah publicou um artigo de primeira página, alegando que a escultura estava corrompendo os valores morais dos turcos muçulmanos, trazendo a questão para a agenda governamental. O vice-primeiro-ministro Necmettin Erbakan declarou, em 17 de março, que a escultura era imoral e sugeriu sua remoção. O ministro do Interior, Oğuzhan Asiltürk, afirmou que a obra deveria ser retirada por representar de forma vergonhosa as mães turcas. O prefeito de Istambul, Ahmet İsvan, expressou seu descontentamento com a escultura, não por se tratar de uma figura nua, mas por considerá-la de mau gosto. O governador de Istambul, Namık Kemal Şentürk, declarou que, embora não se sentisse apto a julgar o valor artístico da obra, considerava a escolha do local inadequada, ordenando, assim, sua remoção.
Intelectuais republicanos e outros defensores da escultura manifestaram seu apoio ao direito de permanência da obra em exibição, intensificando o debate público. O escultor Seyhun Topuz, que também participou das celebrações do 50.º aniversário, comentou que a controvérsia em torno de Güzel İstanbul quase resultou na ruptura da coalizão governante, a qual estava em vigor há menos de dois meses. O Partido Republicano do Povo, o outro partido da coalizão, acabou por apoiar a posição do MSP, que considerava a obra indecente, com o intuito de evitar conflitos políticos, adotando uma postura contrária aos seus próprios princípios e valores éticos. O acadêmico Hüseyin Gezer defendeu o direito da escultura de permanecer em exibição, afirmando que "há uma diferença entre uma mulher nua e uma escultura de nu".

### Remoção e reação pública
Na noite de 18 de março de 1974, apenas nove dias após sua instalação, a escultura Güzel İstanbul foi removida do parque Yıldız. Durante uma operação que ocorreu à meia-noite, a escultura foi destruída ao ser quebrada de seu pedestal, resultando na perda de um de seus braços e na danificação dos elementos decorativos do pedestal. A escultura foi então transportada para um montículo de areia nas proximidades do local de agregados de construção municipal em Kumkapı. A primeira página do jornal Milliyet apresentou uma fotografia de indivíduos posando sobre o pedestal vazio na noite em que a escultura foi retirada, bem como os destroços resultantes da destruição do pedestal. Um artigo publicado no jornal Sabah afirmou que o objetivo da campanha para remover a escultura havia sido alcançado, destacando que o veículo de comunicação representava a voz do povo a respeito da questão. No entanto, essa afirmação foi contestada por artigos nos jornais Milliyet e Cumhuriyet, que argumentaram que a permanência da escultura era um direito fundamental, essencial para a democracia.
Diversos intelectuais turcos manifestaram suas opiniões em relação aos eventos recentes. Burhan Felek expressou sua desaprovação à remoção da escultura, argumentando que uma obra de arte não deve ser retirada unicamente com base na aversão de um ministro, e que não se deve realizar um referendo de crenças para cada questão. Melih Cevdet Anday criticou o governo por determinar o que as pessoas devem ou não apreciar. Hıfzı Veldet Velidedeoğlu afirmou que uma mentalidade que prioriza tradições religiosas conservadoras no campo das artes plásticas retrocederia a Turquia a um estado de fanatismo. A obra Güzel İstanbul também recebeu apoio de cartunistas e caricaturistas, como Erdoğan Bozok, Altan Erbulak, Nejat Uygur, Yalçın Çetin, Ferruh Doğan e Nehar Tüblek, que publicaram cartoons abordando sua remoção. Um dos cartoons retratou os responsáveis pela remoção da escultura como retrógrados e ultrapassados; outro criticou a politicização da arte, enquanto um terceiro denunciou a mentalidade censorial. Além disso, outros questionaram por que notícias falsas estavam sendo geradas.
Os cartunistas e artistas que se opuseram à remoção das esculturas consideraram a possibilidade de realizar um protesto cobrindo todas as esculturas em Istambul com pano preto, mas decidiram cancelar essa manifestação. A remoção das obras na praça Karaköy foi interpretada como uma violação da liberdade de expressão artística. Em resposta, a Associação de Escultores Turcos organizou uma exposição com o tema da nudez, visando demonstrar que a criatividade dos artistas não seria limitada. Vários escultores participaram da mostra, incluindo Füsun Onur, que apresentou uma assemblagem intitulada "Nü".
O debate acerca de Güzel İstanbul transcendeu as fronteiras de Istambul, com as províncias de Manissa e Zonguldaque oferecendo-se para erigir a escultura em suas cidades. Ela foi uma das 20 esculturas que foram deliberadamente danificadas ou removidas.

### Acusações
Em 20 de março de 1974, o Ministério Público de Istambul, tendo em vista os artigos publicados na imprensa sobre a escultura, tratou-os como acusações e decidiu abrir uma investigação para determinar se a referida escultura era obscena. Conforme um relatório, caso a escultura fosse considerada obscena, o comitê do 50.º Aniversário enfrentaria processos judiciais com base nos artigos 426 e 576 da legislação turca. Em uma publicação datada de 2010, Mustafa Aslıer, que era membro do comitê, refletiu sobre os eventos que culminaram na remoção da escultura Güzel İstanbul, mencionando que havia sido implicado nas declarações e publicações da imprensa e do MSP que resultaram nas acusações.

## Relocação
No dia 3 de maio de 1974, por meio da intervenção discreta de Bülent Ecevit, a escultura Güzel İstanbul foi trasladada ao parque Yıldız, onde foi deixada deitada de lado, sob uma árvore. Esta mudança pôs fim ao intenso debate político e público que havia perdurado por quase dois meses, embora a escultura tenha permanecido em condições físicas precárias. Nos meses subsequentes, surgiram fotografias da escultura em sua nova posição no parque, e diversos jornais publicaram artigos de opinião — incluindo textos de Burhan Felek e Bedi Faik — que criticavam o abandono da obra e questionavam a falta de respeito pelo processo em relação tanto à escultura quanto ao artista. A estátua foi posteriormente montada em um novo pedestal improvisado, mas sem os elementos decorativos, os quais haviam sido destruídos. Desde 2021, a escultura encontra-se situada em um canto discreto próximo à entrada Ortaköy do parque. De acordo com algumas reportagens da imprensa, a escultura não tem recebido a devida manutenção; partes do concreto estão se desintegrando e sua estrutura interna permanece exposta.

## Eventos posteriores
Gürdal Duyar, o escultor de Güzel Istanbul, manifestou-se de maneira sucinta acerca do destino de sua estátua, não se envolvendo na controvérsia a respeito. Em 1995, o jornalista turco Nebil Özgentürk indagou Duyar sobre as sucessivas remoções de sua obra. O artista respondeu que sua função se restringia à criação de esculturas, afirmando: "Nosso trabalho consiste em criar esculturas; a remoção, destruição ou relocação da obra é uma competência distinta."
Em 2017, a Prefeitura de Istambul obscureceu a escultura ao cercá-la com uma grade de mudas, em resposta a queixas de pais sobre a sua visibilidade a partir de um parque infantil nas proximidades. Após a divulgação dessa medida censória, uma campanha nas redes sociais criticou a ação e obteve sucesso na remoção das mudas.